# Podujevo
Podujevo (se citește Poduievo) (în albaneză Podujeva, în sârbă Podujevo) este un oraș și municipiu din districtul Priștina în nord-estul provinciei Kosovo.
Podujevo este situat într-o poziție strategică datorită autostrăzii care face legături către alte regiuni aflate în apropiere. Deșii estimările nu sunt oficiale, populația municipiului este de aproximativ 130,000 dintre care 35,000 sunt locuitori ai orașului.

## Numele
Numele sârb al orașului Podujevo, provine de la fondatorul ei Poduj, fiind cel mai vechi nume din istoria Serbiei.

## Istorie recentă
Membrul fondator al Armatei de Eliberare din Kosovo, Zahir Pajaziti, a fost din regiunea Podujevo.
În timpul războiul din Kosovo din 1999, orașul a fost cunoscut datorită Masacrului de la Podujevo, pe 28 martie, unde 14 femei și copii de etnie albaneză, au fost omorâți de către forțele paramilitare sârbe.
Orașul este cunoscut datorită comerțului cu vite și a locului de luptă în timpul ultimului război din Kosovo de la 1999. Cuprinde peste 70 de sate. Deși nu este unul din principalele orașe din Kosovo, Podujevo are un potențial bun pentru a atrage turiștii din Kosovo și din alte locuri pentru munții săi superbi și a Lacului Batlava.
Drumul care face legătura dintre Podujevo și Centrul Serbiei, este cunoscut pentru explozia autobuzului cu bombă din 2001, unde 12 pelerini sârbi se îndreptau către Mănăstirea Gračanica, fiind omorâți și răniți, datorită unei bombe plasate de albanezi extremiști.
În timpul tensiunilor etnice din 2004, biserica ortodoxă Sfântul Ilie din Podujevo a fost arsă și distrusă de albanezi.

## Demografie
| Structură Etnică                                                                                              |          |       |       |       |             |      |       |      |         |
| Populație/An                                                                                                  | Albanezi | %     | Sârbi | %     | Muntenegrii | %    | Romi  | %    | Total   |
| 1961 | 36,151   | 80.52 | 7,188 | 16.01 | 1,345       | 3.00 | 1     |      | 44,899  |
| 1971 | 54,185   | 89.79 | 4,469 | 7.41  | 1,052       | 1.74 | 499   | 0.83 | 60,349  |
| 1981 | 72,092   | 95.57 | 2,242 | 2.97  | 615         | 0.82 | 320   | 0.42 | 75,437  |
| 1991 | 91,005   | 97.91 | 1,118 | 1.20  | 320         | 0.34 | 387   | 0.42 | 92,946  |
| Ianuarie 1999                                                                                                 | 120,000  | 98    | 1,600 | 1     |             |      | 1,200 | 1    | 122,000 |
| Iunie 2006 | 125,226  | 99.1  | 21    |       |             |      | 721   | 0.7  | 125,968 |
| Ref: Recensământul populației din Iugoslavia de-a lungul anului1991, și estimările OSCE din anul 1999 și 2006 |          |       |       |       |             |      |       |      |         |